# 甜蜜時刻
甜蜜時刻（日语：シュガークン），是日本現役純種競賽馬匹。目前主要勝利有2024年青葉賞。

## 出賽前
2021年3月5日出生於北海道日高町梁川牧場，成長途中被以開發塔防遊戲《貓咪大戰爭》聞名的電子遊戲公司PONOS之社長兼馬主辻子依旦購入。
其後交由栗東訓練中心練馬師清水久詞訓練。

## 競賽生涯

### 3歲
2024年2月4日出戰京都競馬場2歲新馬戰，比賽途中維持於中團靠前位置，於直路上在外檔位置逐步收窄和前方距離，但仍然被World's End以1馬位差距擊敗。
2月24日出戰2歲未勝利戰，比賽初段進佔先頭第五的有利位置，於最後彎道前經已開始發力推進。進入直路後，其迅速衝出開始拉開和後方的距離，最終1 1/4馬位優勢取得首個分級賽冠軍。
其後以一捷馬戰大寒櫻賞作為挑戰，縱然本次比賽於大外檔起步，但其仍然迅速上前進佔先頭位置並展開領放。進入直路後，其於內欄位置仍然保持不俗的走勢未有力弱，最終彈離對手下以2馬位取得連勝。
4月27日出戰青葉賞，比賽初段迅速進佔最前方位置，但於第一彎道時候稍為放慢墮後，此後一直維持於約莫第四、五左右穩步推進。進入直路後，其開始於中檔位置加速追擊前方大逃領放的Power Hall及Win Maximum，最終於最後彎頭成功取得領先，同時亦能抵擋湘南極點的來襲，以三連勝的姿態取得首個分級賽冠軍。

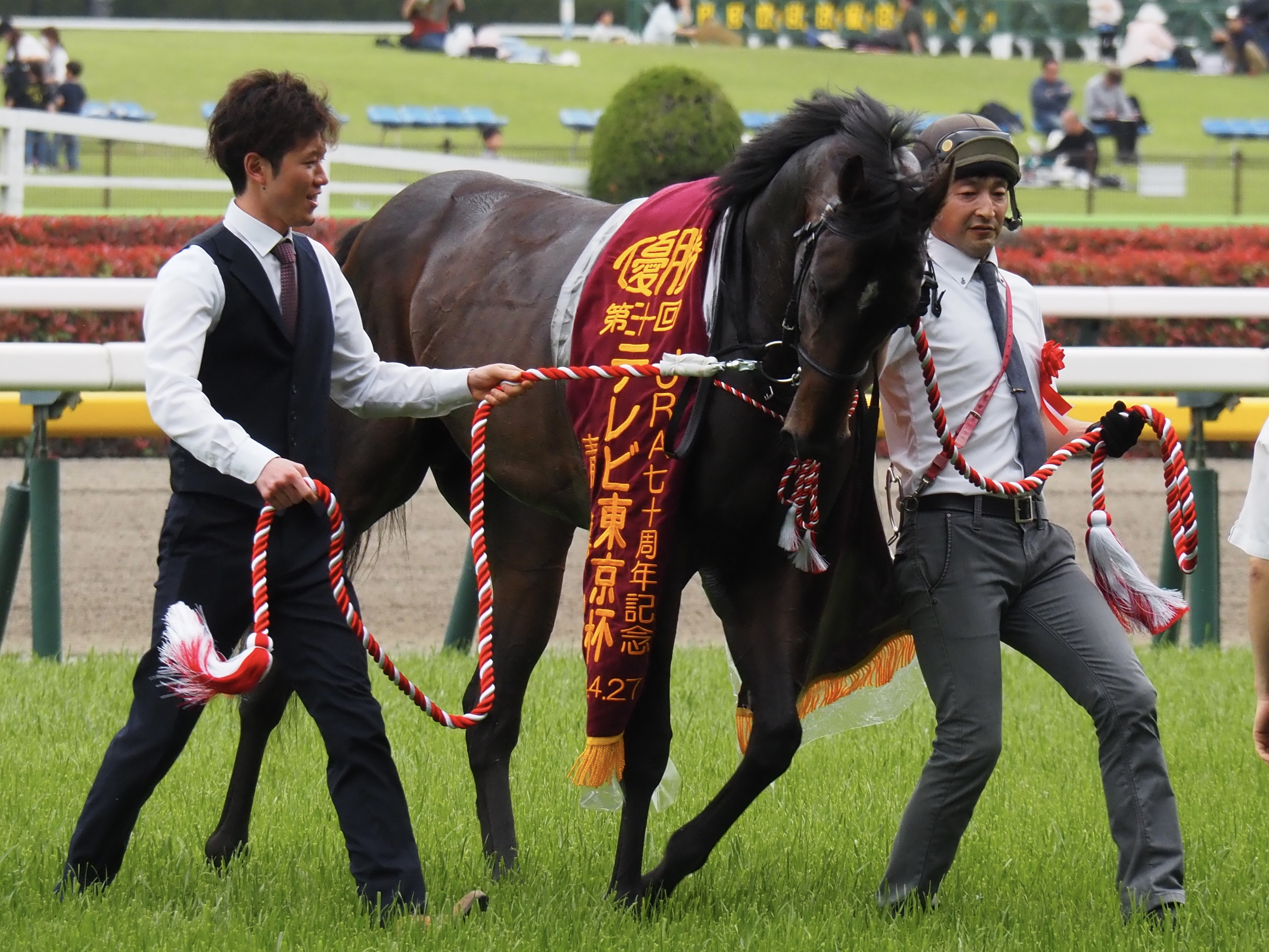
青葉賞頒獎儀式

5月按照計劃出戰東京優駿（日本打吡），比賽初段在順利出閘下採取前置戰術，維持於領放馬潛心鍛鍊的後方。進入直路後，其嘗試於所在位置展開衝刺以堅守自身的優勢，但最終力弱下被對手超越，以第七的戰績完賽。
秋季其原定以菊花賞接戰有馬紀念的路線出賽，但於9月15日時被檢查出左前腳患有肌腱炎，因而進入休養。

### 詳細賽績
| 日期      | 舉辦國家 | 馬場 | 距離   | 級別 | 賽事名稱  | 負重 | 騎師 | 馬號 | 出馬 | 名次 | 時間   | 頭馬（二馬）       |
| --------- | -------- | ---- | ------ | ---- | --------- | ---- | ---- | ---- | ---- | ---- | ------ | ------------------ |
| 4/2/2024  | 日本     | 京都 | 草1600 |      | 3歲新馬   | 57   | 武豐 | 14   | 17   | 2    | 1:37.0 | World's End        |
| 24/2/2024 | 日本     | 阪神 | 草2000 |      | 3歲未勝利 | 57   | 武豐 | 9    | 13   | 1    | 2:02.8 | （Saratoga Chips） |
| 24/3/2024 | 日本     | 中京 | 草2200 |      | 大寒櫻賞  | 57   | 武豐 | 10   | 10   | 1    | 2:17.4 | （Allnatt）        |
| 27/4/2024 | 日本     | 東京 | 草2400 | GII  | 青葉賞    | 57   | 武豐 | 7    | 17   | 1    | 2:24.7 | （湘南極點）       |
| 26/5/2024 | 日本     | 東京 | 草2400 | GI   | 東京優駿  | 57   | 武豐 | 11   | 17   | 7    | 2:25.2 | 野田分位           |

## 血統簡介
父系大鳴大放爲日本賽駒，生涯戰績優秀，曾勝出皋月賞及東京優駿（日本打吡），退役後配種成績亦極爲優秀。祖父夏威夷王爲日本賽駒，生涯戰績極爲優秀，僅得一戰未能獲勝，曾勝出一級賽NHK一哩賽及東京優駿（日本打吡），爲日本史上首匹贏得變則二冠的賽駒。
母系Sugar Heart因屈腱炎病患，並未出戰任何賽事，直接成爲繁殖雌馬。外祖父爲短途賽事王者，於1993及1994年連霸短途馬錦標的櫻花進王。

### 血統表
| 父線：金滿寶系（淘金者系）                 |                              |                 |                 |
| 種馬 大鳴大放 2012年（棗色）               | 夏威夷王 2001年（棗色）      | 金滿寶          | 淘金者          |
| 種馬 大鳴大放 2012年（棗色）               | 夏威夷王 2001年（棗色）      | 金滿寶          | Miesque         |
| 種馬 大鳴大放 2012年（棗色）               | 夏威夷王 2001年（棗色）      | Manfath         | 最後大官        |
| 種馬 大鳴大放 2012年（棗色）               | 夏威夷王 2001年（棗色）      | Manfath         | Pilot Bird      |
| 種馬 大鳴大放 2012年（棗色）               | Admire Groove 2000年（棗色） | 週日寧靜        | Halo            |
| 種馬 大鳴大放 2012年（棗色）               | Admire Groove 2000年（棗色） | 週日寧靜        | Wishing Well    |
| 種馬 大鳴大放 2012年（棗色）               | Admire Groove 2000年（棗色） | 氣槽            | 東來兵          |
| 種馬 大鳴大放 2012年（棗色）               | Admire Groove 2000年（棗色） | 氣槽            | Dyna Carle      |
| 繁殖雌馬 Sugar Heart 2005年（棗色）        | 櫻花進王 1989年（棗色）      | Sakura Yutaka O | Tesco Boy       |
| 繁殖雌馬 Sugar Heart 2005年（棗色）        | 櫻花進王 1989年（棗色）      | Sakura Yutaka O | Angelica        |
| 繁殖雌馬 Sugar Heart 2005年（棗色）        | 櫻花進王 1989年（棗色）      | Sakura Hogaromo | 北方風味        |
| 繁殖雌馬 Sugar Heart 2005年（棗色）        | 櫻花進王 1989年（棗色）      | Sakura Hogaromo | Clear Amber     |
| 繁殖雌馬 Sugar Heart 2005年（棗色）        | Otome Gokoro 1990年（棕色）  | Judge Angelucci | Honest Pleasure |
| 繁殖雌馬 Sugar Heart 2005年（棗色）        | Otome Gokoro 1990年（棕色）  | Judge Angelucci | Victoria Queen  |
| 繁殖雌馬 Sugar Heart 2005年（棗色）        | Otome Gokoro 1990年（棕色）  | Tizly           | 利法爾          |
| 繁殖雌馬 Sugar Heart 2005年（棗色）        | Otome Gokoro 1990年（棕色）  | Tizly           | Tizna           |
| 雌系：號族：9-g                            |                              |                 |                 |
| 五代內近親交配：北方風味 5×4、北地舞人 5×5 |                              |                 |                 |

## 命名由來
名字中，Sugar（シュガー）繼承自母系Sugar Heart之名字，Kun（クン）則於芬蘭語中，帶有「時間」的意思，香港結合兩部分，翻譯為「甜蜜時刻」。

## 外部連結
- 甜蜜時刻 netkeiba.com
- 血統表